# Манталло
Манталло́ (фр. Mantallot, брет. Mantallod) — коммуна во Франции, находится в регионе Бретань. Департамент — Кот-д’Армор. Входит в состав кантона Бегар. Округ коммуны — Ланьон.
Код INSEE коммуны — 22141.

## География
Коммуна расположена приблизительно в 420 км к западу от Парижа, в 140 км северо-западнее Ренна, в 45 км к северо-западу от Сен-Бриё.
Вдоль северо-восточной границы коммуны протекает река Жоди.

## Население
Население коммуны на 2016 год составляло 227 человек.
| 1962 | 1968 | 1975 | 1982 | 1990 | 1999 | 2008 | 2016 |
| ---- | ---- | ---- | ---- | ---- | ---- | ---- | ---- |
| 121  | 148  | 144  | 132  | 163  | 171  | 187  | 227  |

## Экономика

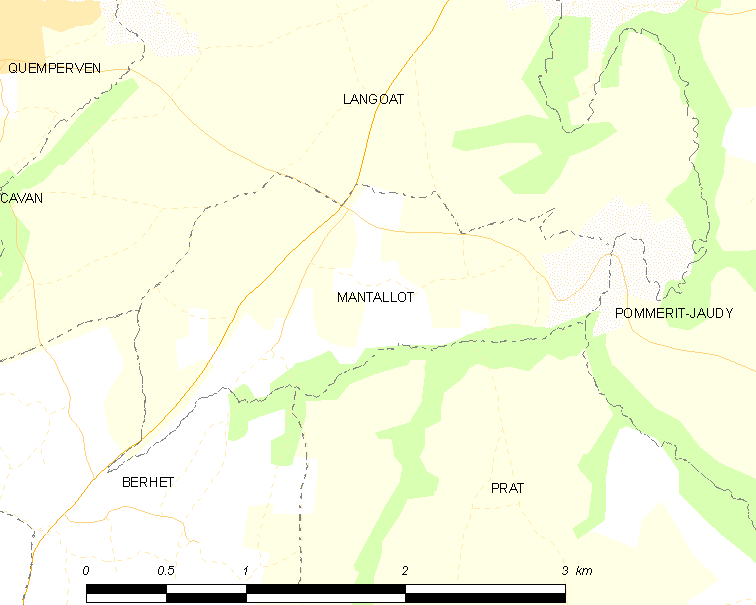
Карта коммуны

В 2007 году среди 126 человек в трудоспособном возрасте (15—64 лет) 88 были экономически активными, 38 — неактивными (показатель активности — 69,8 %, в 1999 году было 73,7 %). Из 88 активных работали 81 человек (41 мужчина и 40 женщин), безработных было 7 (2 мужчин и 5 женщин). Среди 38 неактивных 10 человек были учениками или студентами, 13 — пенсионерами, 15 были неактивными по другим причинам.